# Augusto Alasino
Augusto José María Alasino (Maciá, 31 de mayo de 1947) es un abogado y político argentino, miembro del Partido Justicialista (PJ). Se desempeñó como diputado nacional entre 1987 y 1991, y como senador nacional desde 1992 hasta 2001, representando ambas veces a la provincia de Entre Ríos, siendo titular del bloque de senadores del PJ.

## Biografía
Nació en 1947 en Maciá (provincia de Entre Ríos) en el seno de una familia radical. Estudió derecho en la Universidad Nacional de Córdoba, graduándose en 1970. En 1990 concluyó un doctorado en leyes en la Universidad Nacional del Litoral.
En la adolescencia integró el Movimiento Nacionalista Tacuara, y durante su etapa universitaria, integró la agrupación Integralismo, participando en el Cordobazo. Al regresar a Entre Ríos se hizo miembro de la Juventud Peronista, participando en la Regional II encabezada por Jorge Obeid, alejándose de la misma hacia 1974. Se instaló en la ciudad de Concordia, ejerciendo como abogado, y en 1983 fue elegido concejal.
En 1987 fue elegido en diputado nacional por Entre Ríos, desempeñándose como vicepresidente primero de la Cámara de Diputados de la Nación de 1989 a 1991. También presidió la Comisión de Economías Regionales.
Miembro del Partido Justicialista (PJ), fue congresal provincial, presidente del PJ entrerriano entre 1989 y 1991, y congresal nacional desde 1982. Apoyó la renovación peronista de Antonio Cafiero hasta que en 1989 decidió apoyar la candidatura de Carlos Menem. Al poco tiempo criticó los indultos realizados por Menem y se acercó al entrerriano Jorge Pedro Busti. Hacia 1994 volvió a apoyar al menemismo.
En 1992 se convirtió en senador nacional por Entre Ríos, concluyendo su período en 2001. Ocupó las presidencias de las comisiones de Asuntos Penales y Regímenes Carcelarios, y de Asuntos Subregionales, Provinciales, Estaduales y Municipales. Fue vicepresidente primero del bloque del PJ entre 1993 y 1995, y posteriormente presidió el bloque hasta renunciar en septiembre de 2000, siendo sucedido por José Luis Gioja.
Fue autor del proyecto que se convirtió en la ley que estableció la liberación territorial para la plantación de viñedos, luego de que la producción estuviera limitada a la región del Cuyo desde la década de 1930. Dicha ley permitió que Entre Ríos volviera a producir y comercializar vino tras seis décadas.
Desde 1993 integró el Parlamento Latinoamericano, y en marzo de 1996 fue designado vicepresidente del mismo en representación de Argentina.
Entre mayo y agosto de 1994 integró la convención constituyente que reformó la Constitución Nacional, siendo presidente del bloque de convencionales justicialistas.
En 1998 formó parte de la primera integración del Consejo de la Magistratura, en calidad de senador del PJ.
En 2000 formó parte de los senadores acusados de recibir sobornos del gobierno de Fernando de la Rúa, junto a Alberto Tell, Emilio Cantarero, Ricardo Branda y Remo Costanzo, para aprobar la ley 25.250 de Reforma Laboral, en lo que se conoció como el «escándalo de coimas en el Senado». Por ese hecho fue procesado por el juez Daniel Rafecas. Después de una investigación que incluyó un examen del movimiento de dinero de las cuentas de la Secretaría de Inteligencia del Estado (SIDE) que no encontró evidencia que respaldara las denuncias. En la audiencia de vista de causa, que duró 13 meses declararon 112 testigos, intervinieron 17 peritos, se llevaron a cabo 3 reconstrucciones de hechos y análisis de los movimientos de la SIDE de personas, vehículos y de los lugares en los que supuestamente se había cometido el hecho.[cita requerida] Todos los imputados fueron absueltos en diciembre de 2013 por los jueces Miguel Pons, Guillermo Gordo y Fernando Ramírez, por considerarse que no era posible probar ningún delito. Finalmente, la Cámara Federal de Casación confirmó la sentencia y la causa fue cerrada. Tras ello Alasino demandó al Estado argentino por daños y perjuicios, solicitando un pago de una importante suma de pesos y dos solicitadas en periódicos de Buenos Aires y Entre Ríos explicando el accionar de la entonces SIDE en su contra.
En 2008, fue Convencional Constituyente en la provincia de Entre Ríos, presidiendo el bloque «Viva Entre Ríos».
En 2019 integró y fue referente del espacio político «Peronistas con Pichetto» para respaldar la candidatura a vicepresidente de Miguel Ángel Pichetto, quien acompañó la candidatura por la reelección presidencial de Mauricio Macri dentro de Juntos por el Cambio.

## Obra
- Reforma del poder ejecutivo: el Ministro coordinador. Fundación para el Desarrollo de la Comunidad (1991).[13]
- Labor en la Convención Nacional Constituyente (1994), prologado por el Raúl Ricardo Alfonsín.[14]
- Homenaje en el 50.º Aniversario de la Creación del Estado de Israel (1999).[15]
- Desafíos (2002).[14]
- Iros Interprovinciales - Jurisdicción (2016).[16]